# Edipo rey (película)
Edipo rey (título original en italiano: Edipo re) es una película italiana de 1967 dirigida por Pier Paolo Pasolini, producida por Alfredo Bini e interpretada por Silvana Mangano y Franco Citti, y basada en la tragedia homónima escrita por Sófocles. 
Fue el primero largometraje en color del director italiano, después del episodio La Tierra vista desde la Luna de la película colectiva Las brujas de 1967.

## Argumento
En los años 20, en una familia burguesa de Lombardía, nace un niño, Edipo (trasunto biográfico del propio Pasolini). Trasladada la acción repentinamente a la Grecia antigua, Layo y Yocasta, reyes de Tebas, se enteran por un oráculo que su hijo Edipo matará a Layo y se casará con Yocasta. Encargan, pues, a un esclavo que mate al recién nacido en el monte Citerón. El sirviente se apiada del niño y lo abandona vivo. El niño es recogido por un pastor de Corinto y entregado al rey de esa ciudad, que lo educa como si fuera su hijo.
Un día, Edipo se entera por el oráculo de Apolo del horrible vaticinio y se va de Corinto. Durante su viaje, encuentra a Layo acompañado por algunos guardias. Entre los dos surge una pelea, y Edipo mata al rey Layo y a su escolta. Llegado a Tebas, libera a la ciudad de la esfinge, y obtiene así la mano de Yocasta. Tiempo después, para poner fin a una pestilencia que se abate sobre la ciudad, Edipo interroga al adivino ciego Tiresias, que le confirma la trágica verdad. Yocasta se quita la vida colgándose en el palacio. Edipo se pincha los ojos hasta quedarse ciego, huye de la ciudad y vaga por campos y ciudades.